# هلینکا (ناحیه برونتال)
هلینکا (به چکی: Hlinka) یک منطقهٔ مسکونی در جمهوری چک است که در شهرستان برونتال واقع شده‌است. هلینکا ۸٫۷۷ کیلومتر مربع مساحت و ۲۳۳ نفر جمعیت دارد و ۲۹۱ متر بالاتر از سطح دریا واقع شده‌است.